# Isachne guineensis
Isachne guineensis là một loài thực vật có hoa trong họ Hòa thảo. Loài này được Stapf & C.E.Hubb. mô tả khoa học đầu tiên năm 1933.